# باللوجة ميرك
باللوجة ميرك هي قرية في مقاطعة مشكين شهر، إيران. عدد سكان هذه القرية هو 1,723 في سنة 2006.